# Glanzende dennenspringer
De glanzende dennenspringer (Dendryphantes rudis) is een spinnensoort in de taxonomische indeling van de springspinnen (Salticidae).
Het dier behoort tot het geslacht Dendryphantes. De wetenschappelijke naam van de soort werd voor het eerst geldig gepubliceerd in 1833 door Sundevall.